# Riyadi Club Beyrouth
Maillots
Le Riyadi Club Beyrouth (ou Sporting رياضي) est un club libanais omnisports fondé en 1943. Son équipe de basketball est la plus titrée du pays avec 32 championnats nationaux. Sur la scène continentale, le club s'est imposé comme une force majeure en remportant trois fois la Ligue des champions d'Asie et cinq Championnats arabes des clubs.

## Historique

Ancien logo.

### Débuts et période de succès (1943-1975)
Le Sporting Club de Beyrouth dispute son premier match international en 1947, affrontant le Galatasaray SK (Turquie) lors d'une rencontre amicale. Le match se solde par une défaite 33 à 39 pour le Sporting.
Parallèlement à ses débuts sur la scène internationale, le Sporting s'impose rapidement comme un acteur important du basketball libanais. Dès sa création en 1943, le club connaît une période de succès en remportant 13 championnats nationaux consécutifs entre 1949 et 1975.

### Guerre civile et reconstruction (1975-1993)
La guerre civile libanaise (1975-1990) interrompt brutalement les activités sportives du pays. Le Sporting, comme d'autres institutions, est contraint de suspendre ses activités. Reprenant ses fonctions après la guerre, le club remporte son 14e titre de champion national lors de la saison 1992-1993.

### Une nouvelle ère de succès après la guerre
Le Sporting Club de Beyrouth connaît une nouvelle ère de succès après la guerre civile libanaise. Le club enchaîne les titres nationaux et se distingue sur la scène continentale en remportant le championnat d'Asie des clubs de basketball à plusieurs reprises.
Sur la scène nationale, le Riyadi Club Beyrouth enchaîne les titres en remportant les championnats de 1995 et 1997. À la suite du succès de la Club sportif Sagesse et à la montée des autres clubs libanais (Antranik, Blue Stars, Champville SC, Anibal Zahlé, Feytroun, Al Mouttahed), Sporting a dû attendre la saison 2004-2005 pour voir sa 17e victoire, la première depuis 1997. Depuis, le club a cumulé de nombreux titres au fil des ans, et sa victoire lors de la saison 2023-2024 porte son total à 31 titres nationaux.
Le Riyadi Club Beyrouth a connu un succès notable sur la scène continentale en remportant à trois reprises le championnat d'Asie des clubs de basketball (2011, 2017, 2024),,.

## Équipe de basket-ball
De 2005 à 2010, l'équipe gagne cinq coupes des clubs arabes, mais échoue à remporter la coupe d'Asie des clubs champions, finissant à la troisième place à trois reprises. En 2011, le club remporte ce trophée en triomphant du tenant du titre, le club iranien de Mahram Téhéran, sur le score de 91 à 82.
Le club libanais a entrepris depuis de nombreuses années une ouverture sur le monde et notamment en Europe en faisant participer plusieurs équipes jeunes à des tournois européens renommés que ce soit en France ou ailleurs en Europe. Seuls ou avec l'aide d'agences sportives spécialisées comme l'agence Française ComeOn Sport, l'agence sportive pour vos déplacements sportifs (spécialistes des déplacements sportifs), le club voit son niveau global s'élever et a de grandes ambitions sportives pour les années 2020-2030.
Le 22 mars 2021, l'équipe remporte la Ligue EurAsian après avoir battu le club Vahagni City (76-75), grâce à un tir de trois points d'Amir Saoud, à une seconde du buzzer.
Entre les 12 et 15 septembre 2024, le Riyadi participe à la coupe intercontinentale à Singapour et termine à la quatrième place après un match perdu pour la troisième place contre les Tasmanie JackJumpers (80-75). Au phase de poules l'équipe perd son première match contre l'Unicaja Málaga (59-96) et remporte son deuxième match contre l'Atlético Petróleos de Luanda (80-75).

## Palmarès
| National | International | Tournois amicaux |
| --- | --- | --- |
| - Championnat du Liban (32) - Champion :1950, 1951, 1952, 1953, 1954, 1956, 1957, 1958, 1959, 1960, 1968, 1971, 1973, 1993, 1995, 1997, 2005, 2006, 2007, 2008, 2009, 2010, 2011, 2014, 2015, 2016, 2017, 2019, 2021, 2023, 2024, 2025 - Finaliste : 2001, 2003, 2018, 2022 - Coupe du Liban (4) - Vainqueur : 2006, 2007, 2008, 2019, - Super Coupe du Liban (2) - Vainqueur : 2012, 2019 - Finaliste : 2011, 2016 | - Coupe arabe des clubs champions (5) : - Vainqueur : 2005, 2006, 2007, 2009, 2010 - Troisième : 2014 - Ligue des champions d'Asie (3) : - Vainqueur : 2011, 2017, 2024 - Finaliste : 2016, 2019, 2025 - Troisième : 1998, 2009, 2010 - Coupe d'Asie de l'Ouest des clubs champions (4) : - Vainqueur : 1998, 2008, 2011, 2017 - Ligue d'Asie de l'Ouest (3) : - Vainqueur : 2023, 2024, 2025 - Super Ligue d'Asie de l'Ouest (2) : - Vainqueur : 2024, 2025 | - Tournoi Houssem-Eddine-Hariri (18) : - Vainqueur : 1993, 1995, 1999, 2001, 2002, 2004, 2005, 2006, 2007, 2008, 2011, 2012, 2013, 2014, 2015, 2017, 2018, 2019 - Tournoi international de Dubaï (9) : - Vainqueur : 2005, 2006, 2008, 2009, 2013, 2015, 2019, 2023, 2024 - Ligue EurAsian (1) : - Vainqueur : 2021 - Tournoi international de Damas (1) : - Vainqueur : 2004 - Tournoi King Abdullah II (1) : - Vainqueur : 2006 - Tournoi 2 ème décembre (1) : - Vainqueur : 2011 |

## Joueurs et personnalités du club

### Entraîneurs
- 2012-2016:  Slobodan Subotić
- 2016-:  Ahmad Farran

### Anciens joueurs
- Jean Abdelnour
- Rodrigue Akl
- Wael Arakji
- Brian Beshara
- Ali Fakhreddine
- Ali Kanaan
- Fady El Khatib
- Omar El Turk
- Matt Freije
- Ali Mahmoud
- Ater Majok
- Ghaleb Rida
- Roy Samaha
- Hussein Tawbe
- Joseph Vogel
- Alade Aminu
- Dalibor Bagarić
- Benoit Benjamin
- Justin Brownlee
- Rodney Buford
- Jackie Carmichael
- Rodney Carney
- DeJuan Collins
- Brian Cook
- Loonie Cooper
- Branko Cvetković
- Ilimane Diop
- Quincy Douby
- Andre Emmett
- Keith Gatlin
- Marcus Georges-Hunt
- Dion Glover
- Donté Greene
- Mohamed Hadidane
- Aaron Harper
- Manny Harris
- Mike Harris
- Aaron Harrison
- Delonte Holland
- Rick Hughes
- Ekene Ibekwe
- Nate Johnson
- Orlando Johnson
- Elmedin Kikanović
- George King
- Dragan Labović
- Ricky Ledo
- Zach Lofton
- Mark Lyons
- Thon Maker
- Jeremiah Massey
- Arnett Moultrie
- Kevin Murphy
- Lee Nailon
- Julius Nwosu
- Chris Obekpa
- Daniel Ochefu
- Michael Qualls
- Aleksandar Radojević
- Duop Reath
- Brion Rush
- Jonathon Simmons
- Édgar Sosa
- Dewarick Spencer
- Willie Warren
- Tony Williams
- Loren Woods
- Jahmar Young